# 부산중앙여자중학교
부산중앙여자중학교(釜山中央女子中學校)는 대한민국 부산광역시 서구 서대신동3가에 있는 공립 중학교이다.

## 학교 연혁
- 1960년 3월 11일 : 부산중앙여자중학교 설립 인가(18학급)
- 1960년 12월 23일 : 초대 최두순 교장 취임
- 1960년 5월 3일 : 개교, 입학 부산여고내 임시교사
- 1966년 7월 26일 : 교사 신축
- 2002년 4월 12일 : 학교 급식소 준공
- 2002년 7월 4일 : 멀티미디어실 개관
- 2004년 4월 30일 : 체력단련실 및 샤워장 개장
- 2004년 11월 19일 : 독서중심학교 연구보고회 부산광역시교육청
- 2006년 3월 18일 : 과학실 현대화사업 완료
- 2006년 4월 21일 : 부산중앙여중 체조부 창단
- 2006년 7월 11일 : 한가람 도서관 개관식
- 2013년 3월 4일 : 학부모 학교참여 연구학교 운영
- 2023년 9월 1일 : 제23대 고성호 교장 취임
- 2024년 2월 7일 : 제62회 졸업식(5학급 107명, 총 26,806명)
- 2025년 3월 4일 : 제66회 입학식 (5학급 138명)

## 참고 자료
- 부산중앙여자중학교 - 한국교육학술정보원 학교알리미